# Marie Arning

Marie Arning

Marie Arning (geboren als Marie Kall 19. April 1887 in Bramsche; gestorben 12. September 1957 in Magdeburg) war eine deutsche sozialdemokratische Politikerin und Mitglied des Reichstags.

## Leben
Marie Kall war zunächst als Textilarbeiterin tätig. 1908 heiratete sie den Arbeiter Bernhard Arning. Sie trat in die Gewerkschaft Deutscher Textilarbeiterverband ein und begann, sich in der SPD politisch zu engagieren. Von 1914 bis 1918 war sie in Duisburg für die SPD ehrenamtlich als Parteisekretärin tätig, bevor sie 1920 hauptamtliche Frauensekretärin im SPD-Bezirk Niederrhein wurde. 1920 war sie Stadtverordnete in Duisburg. 1922 kam sie nach Magdeburg und übernahm die Funktion einer SPD-Bezirkssekretärin für Frauenagitation und den Vorsitz des Ortsausschusses der Arbeiterwohlfahrt. Arbeitsschwerpunkt war die Fürsorge- und Erziehungsarbeit für Kinder.
1924 wurde sie als Abgeordnete in den Reichstag der Weimarer Republik gewählt, dem sie bis 1930 angehörte.
Nach der Machtergreifung der Nationalsozialisten floh Marie Arning, noch 1933, zusammen mit Gustav Ferl nach Belgien und engagierte sich im sozialdemokratischen Grenzsekretariat beim Widerstand gegen den Nationalsozialismus. Im Jahr 1940 erfolgte ihre Ausbürgerung.
Nach dem Überfall des Deutschen Reichs auf Belgien wurde Marie Arning von der belgischen Fremdenpolizei verhaftet und im französischen Lager Gurs interniert. Im Herbst 1940 wurde sie wieder nach Brüssel und von der Gestapo weiter in das Magdeburger Gefängnis gebracht. Aufgrund einer schweren Herzerkrankung erfolgte im Juli 1941 wegen Haftunfähigkeit ihre Haftentlassung. Sie unterstand bis 1945 der Polizeiaufsicht, blieb jedoch in Kontakt mit anderen SPD-Mitgliedern.
Nach dem Ende der NS-Diktatur übernahm sie 1945 eine Leitungsfunktion im Arbeitsamt Magdeburg. 1946 wurde sie erneut verhaftet und verbrachte eine sechsmonatige Haftzeit in Quedlinburg. Nach ihrer Entlassung war sie dann wieder bis 1951 im Arbeitsamt Magdeburg tätig.
Im Jahr 1999 wurde das Haus der sozialen Dienste der Arbeiterwohlfahrt in der Magdeburger Thiemstraße 12 nach ihr benannt.